# San Martino in Foci
San Martino in Foci è un sito medievale nel comune di Colle di Val d'Elsa, in provincia di Siena. La località è oggi denominata Molino d'Aiano.

## Storia
Il termine di San Martino in Foci corrisponde al nome di un antico sito medievale, oggi scomparso, che rappresentava una tappa dell'itinerario di Sigerico lungo la via Francigena. Nel suo diario di viaggio, Sigerico definisce la località con il termine di Sce Martin in Fosse ed essa rappresenta la XVIII tappa (Mansio) del suo itinerario di ritorno da Roma verso l'Inghilterra.
Il sito è attualmente identificato nella località di Molino d'Aiano in prossimità del torrente Riguardi. Nella vicina Campiglia dei Foci sorge la chiesa di San Bartolomeo, significativa architettura romanica dedicata a San Bartolomeo.